# Turośl Dolna (gromada)
Turośl Dolna – dawna gromada, czyli najmniejsza jednostka podziału terytorialnego Polskiej Rzeczypospolitej Ludowej w latach 1954–1972.
Gromady, z gromadzkimi radami narodowymi (GRN) jako organami władzy najniższego stopnia na wsi, funkcjonowały od reformy reorganizującej administrację wiejską przeprowadzonej jesienią 1954 do momentu ich zniesienia z dniem 1 stycznia 1973, tym samym wypierając organizację gminną w latach 1954–1972.
Gromadę Turośl Dolna z siedzibą GRN w Turośli Dolnej (w obecnym brzmieniu Turośń Dolna) utworzono – jako jedną z 8759 gromad – w powiecie białostockim w woj. białostockim, na mocy uchwały nr 11/V WRN w Białymstoku z dnia 4 października 1954. W skład jednostki weszły obszary dotychczasowych gromad Turośl Dolna, Bojary i Dobrowoda ze zniesionej gminy Juchnowiec oraz obszary dotychczasowych gromad Borowskie Gziki, Borowskie Michały, Borowskie Olki i Borowskie Żaki ze zniesionej gminy Zawyki w tymże powiecie. Dla gromady ustalono 14 członków gromadzkiej rady narodowej.
13 listopada 1954 roku gromada weszła w skład nowo utworzonego powiatu łapskiego.
1 stycznia 1969 gromadę Turośl Dolna zniesiono, włączając jej obszar do gromady Turośl Kościelna.